# الین جانکشن (ویرجینیای غربی)
الین جانکشن، غرب ویرجینیا (به انگلیسی: Allen Junction, West Virginia) یک منطقهٔ مسکونی در ایالات متحده آمریکا است که در ویرجینیای غربی واقع شده‌است.